# Aethomys bocagei
Il ratto delle rocce di Bocage (Aethomys bocagei  Thomas, 1904) è un roditore della famiglia dei Muridi diffuso in Angola e nella Repubblica Democratica del Congo.

## Descrizione

### Dimensioni
Roditore di medie dimensioni, con la lunghezza della testa e del corpo tra 137 e 174 mm, la lunghezza della coda tra 155 e 198 mm, la lunghezza del piede tra 32 e 37 mm e la lunghezza delle orecchie tra 23 e 25 mm.

### Aspetto
Le parti superiori sono marroni chiare, i fianchi sono grigi mentre le parti ventrali sono bianche, con la base dei peli color ardesia. Sono presenti degli anelli più scuri intorno agli occhi. Le orecchie sono di medie proporzioni e di color marrone. Il dorso delle zampe è bianco. La coda è lunga quanto la testa e il corpo, è praticamente priva di peli, uniformemente marrone e con circa 9 anelli di scaglie per centimetro. Le femmine hanno 2 paia di mammelle inguinali molto vicine alla vulva. Il numero cromosomico è 2n=50.

## Biologia

### Comportamento
È una specie terricola.

## Distribuzione e habitat
Questa specie è diffusa lungo le coste settentrionali dell'Angola, incluso Cabinda e della Repubblica Democratica del Congo.
Vive nelle savane tra foreste pluviali a circa 1.200 metri di altitudine.

## Conservazione
La IUCN Red List, considerato il vasto areale e la popolazione numerosa, classifica A.bocagei come specie a rischio minimo (Least Concern).